# Eugeniusz Kijewski
Eugeniusz Kijewski, né le 25 avril 1955, à Poznań, en Pologne, est un ancien joueur et entraîneur polonais de basket-ball. Il évolue durant sa carrière au poste de meneur.

## Palmarès
- Coupe de Pologne 2000, 2001, 2006